# 烏坦巴-基利米國家公園
9°46′10″N 12°01′34″W / 9.76944°N 12.02611°W

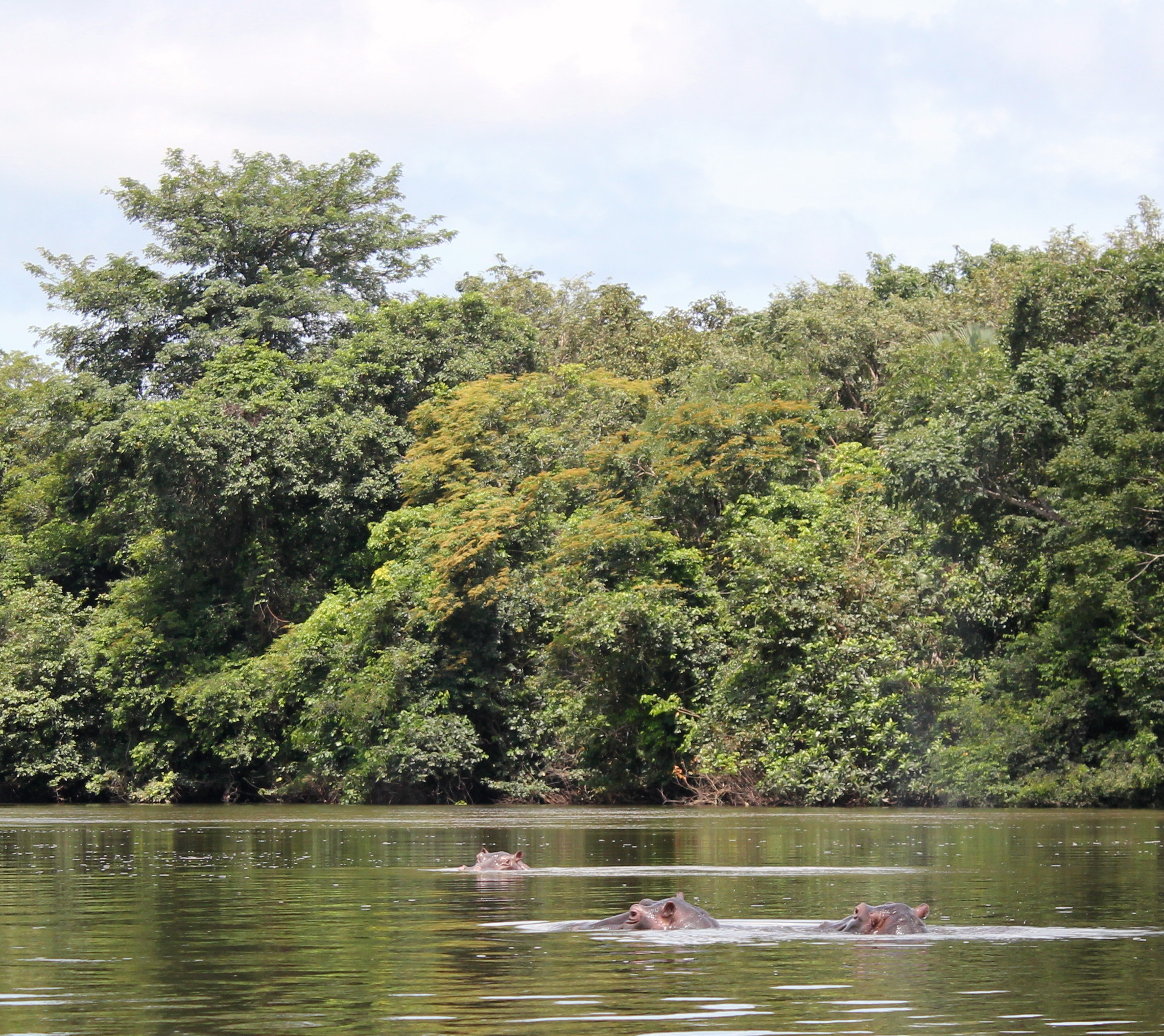
公园一景

烏坦巴-基利米國家公園（法語：Parque Nacional Outamba-Kilimi），是塞拉利昂的國家公園，位於該國西北部，毗鄰與幾內亞接壤的邊境，当地1974年成为禁猎区，1995年正式成为国家公园，面積1,109平方公里，該地區有超過一百種鳥類棲息。该公园的名称“烏坦巴-基利米”来自该公园中最高的一座山丘。

## 图集

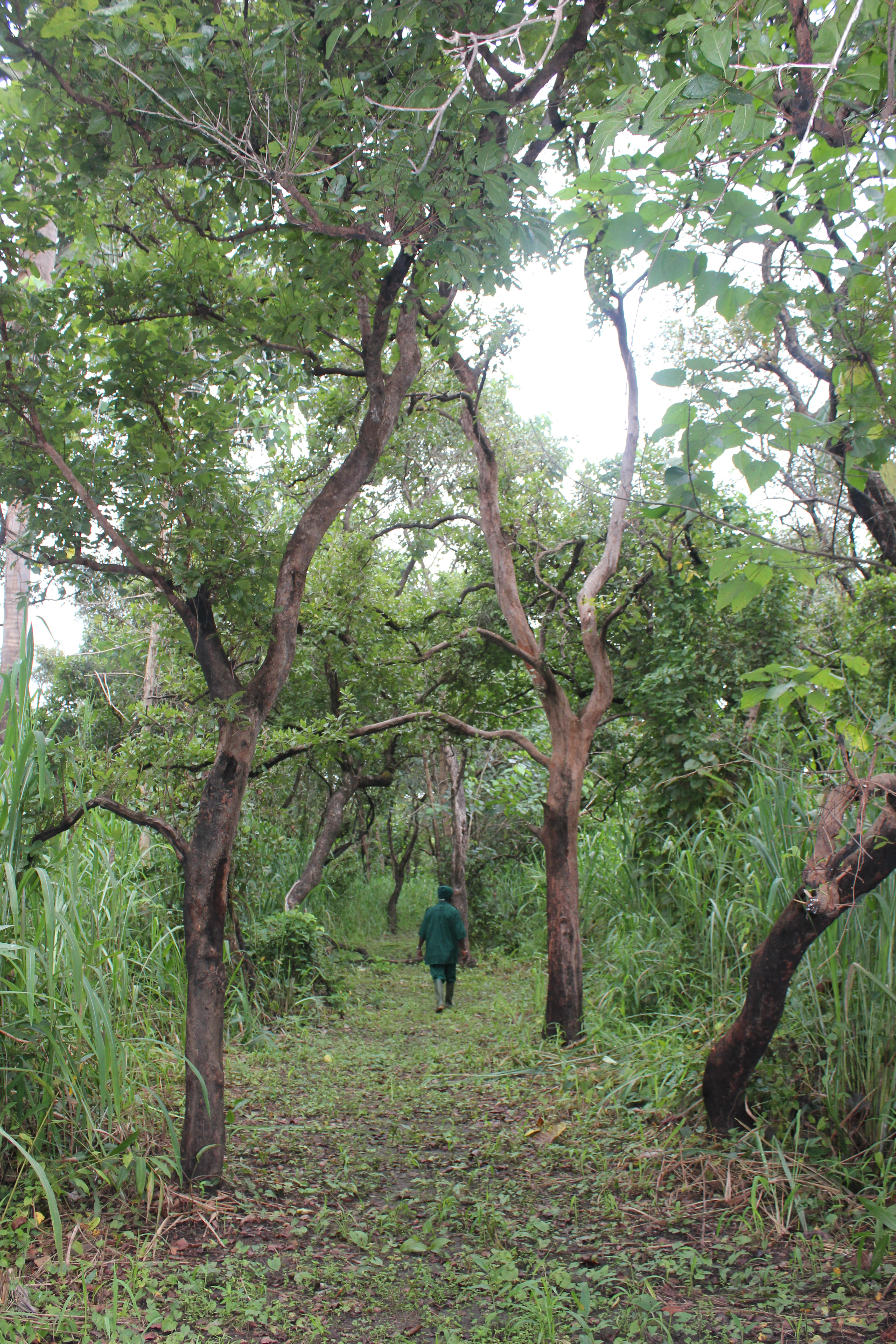
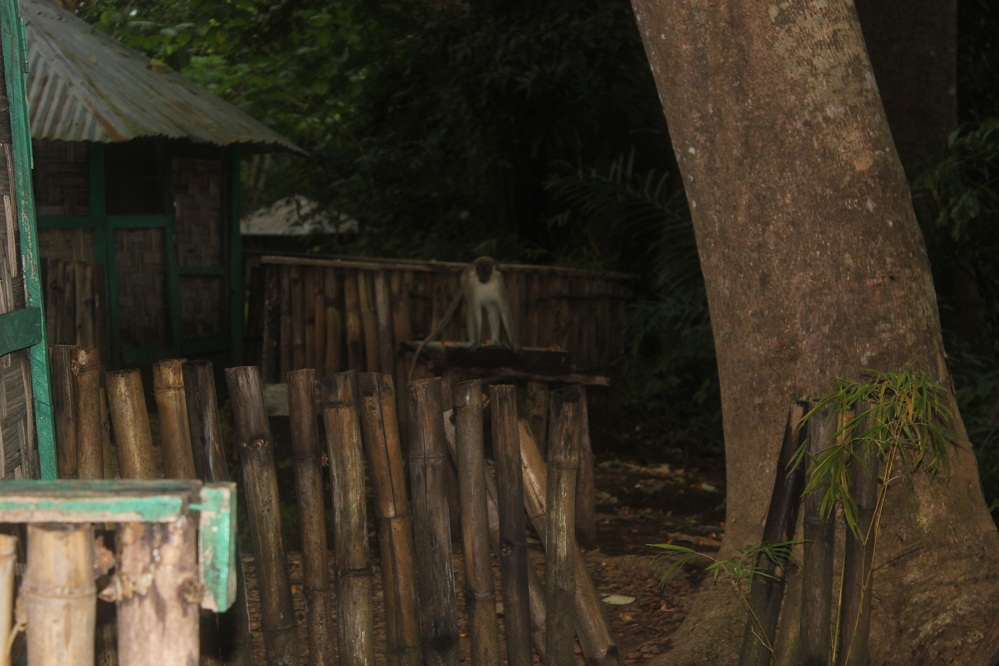
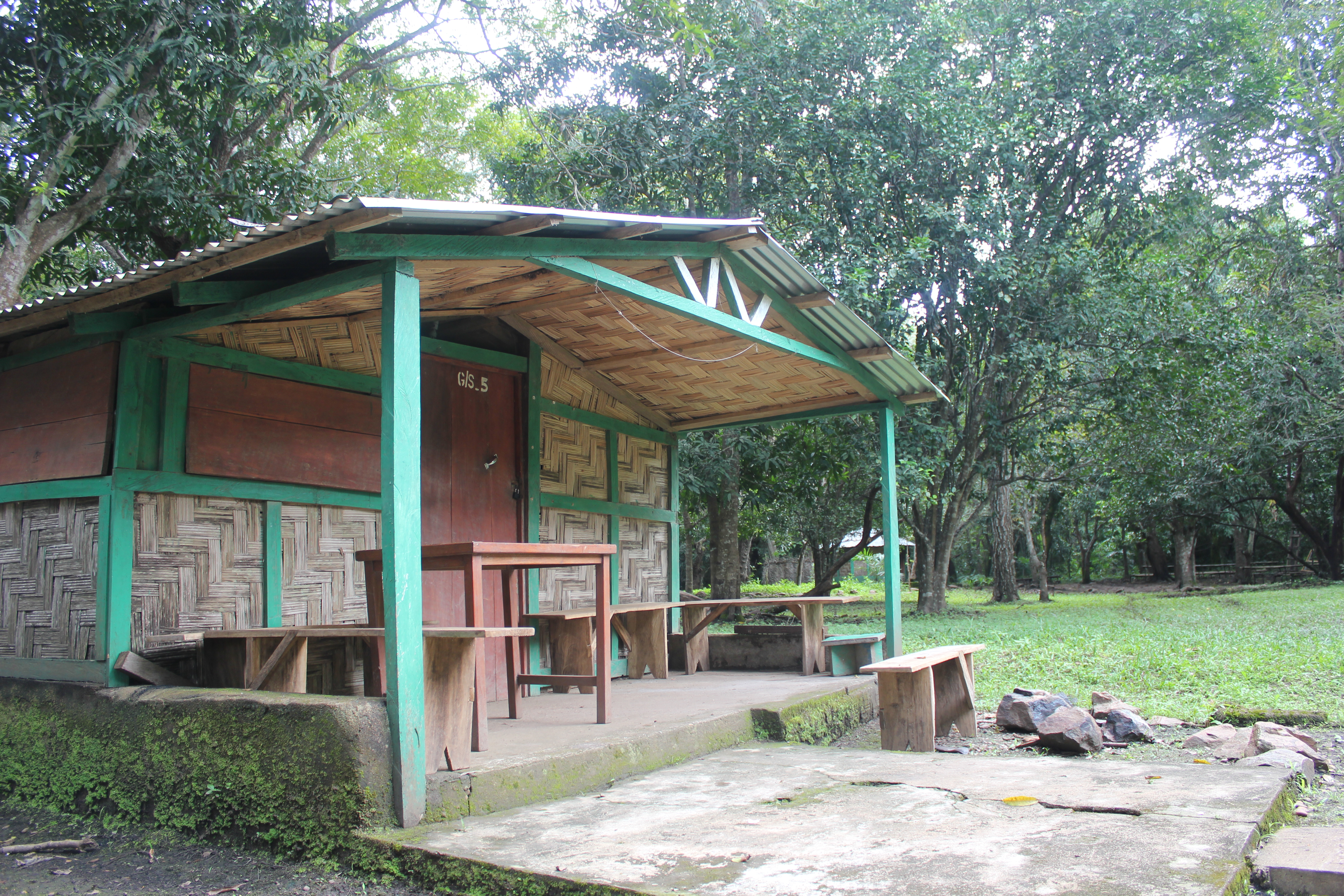